# Atomic Kitten
Атомик китен (енгл. Atomic Kitten) је женска поп музичка група из Ливерпула, Енглеска, коју чине Елизабет „Лиз“ Макларнон и Наташа „Таш“ Хамилтон. Бивша чланица је Џени Фрост која је дошла у групу 2001. године, након што је из ње отишла Кери Катона. Једна од оригиналних чланица групе била је Хајди Рејнџ, која је групу напустила пре почетка њеног рада, 1999. године, и придружила се групи Шугабејбс. Атомик китен је једна од најуспешнијих женских група у Уједињеном Краљевству.

## Дискографија
- Right Now (2000)
- Feels So Good (2002)
- Ladies Night (2003)